# Renault Sandero RS
Renault Sandero RS este versiunea sport a Daciei Sandero, asamblată și vândută pe piața sud-americană. Modelul va înceta să fie produs și vândut în Brazilia datorită noului standard de emisii care a intrat în vigoare în ianuarie 2022.
Renault a anunțat că va pregăti o ediție specială pentru Sandero RS 2.0, care va echipa ultimele 100 de exemplare produse. Acesta va veni cu un kit special, care se va numi „RS Finale” și va include șapcă, breloc și portofel. În plus, proprietarii vor primi o placă metalică numerotată care poate fi fixată pe consola centrală.